# Ясмах-Адад
Ясмах-Адад (Ясман-Адду) (д/н — бл. 1774 до н. е.) — лугаль (володар) Трього царства Марі близько 1796—1775 років до н. е.

## Життєпис
Молодший син царя Шамші-Адада I. Після захоплення близько 1796 року до н. е. Марі Ясмах-Адад був призначений батьком там володарем. одружившись з донькою Яхдун-Ліма, колишнього царя Марі. Також отримав землі Туттуль і Терка. Також найважливіші храми — в Шубат-Енлілі і Терці, присвячені Енлілю, Дагану і Ададу (покровителям царського роду Шамші-Адада I) виявилися у веденні Ясмах-Адада, якому його старший брат Ішме-Даган I хотів передати храм Шамаш в Шубат-Шамаші. Але батько заборонив передачу під приводом, що Ясмах-Адад належним чином не опікувався над тим храмами і укріпленнями, що йому вже було передано.
Ясмах-Адад одружився з Дам-Хурасі — донькою Ішхі-Адду, царя Катни. Це було зроблено з метою залучити правителя Катни до союзу проти держави Ямхад. Згодом Ясмах-Адад через конфлікти між його дружинами хотів розлучитися зі Дам-Хурасі, але Шамші-Адад заборонив йому це, вказавши на несприятливі політичні наслідки розлучення. Замість розлучення Ясмах-Адад відіслав доньку царя Катни до Пальмового палацу Марі.
Про відносини з батьком і братом можна судити з їх листування, знайденого в архіві царського палацу Марі. З них випливає, що Ясмах-Адад більше уваги приділяв розвагам, розведенню коней, а ніж державним справам. Втім вимушений був зрештою приділяти вагу набігам кочівників-ямінаїтів та сутіїв, що спричиняли проблеми. Декілька разів Ясмах-Адад їх приборкував, проте остаточно завадити нападам не зміг. 1781 року до н. е. брав активну участь у військовій кампанії проти племені яїланум. За наказом батька стратив вождя цього племені Мар-Адду та увесь його рід.
Ситуація змінилася після смерті батька близько 1778 року до н. е.. Ясмах-Адад розділив володіння з братом, ставши царем Марі і Хана. Разом з тим вимушен був боротися проти коаліції у складі Ярім-Ліма I, царя Ямхаду, Ібал-пі'ела II, царя Ешнунни, і Хаммурапі, царя Вавилону. У 1777 і 1776 роках зазнав низки тяжких поразок. 1775 року до н. е. втратив місто Марі (тут на трон поставлено Зімрі-Ліма), але до 1774 року до н. е. продовжив спротив, можливо в місті Терка.